# Ausevila
Ausevila Tolosana (francès Auzeville-Tolosane) és un municipi occità del Lauraguès en el Llenguadoc, situat en el departament de l'Alta Garona a la regió d'Occitània.

## Agermanaments
- Broughton and Bretton (Gran Bretanya)
- Călugăreni (Romania)